# Booneville (Arkansas)
Booneville é uma cidade localizada no estado americano de Arkansas, no Condado de Logan.

## Demografia
Segundo o censo americano de 2000, a sua população era de 4117 habitantes. 
Em 2006, foi estimada uma população de 4134, um aumento de 17 (0.4%).

## Geografia
De acordo com o United States Census Bureau, a localidade tem uma área de 10,6 km², sem área coberta por água. Booneville localiza-se a aproximadamente 152 m acima do nível do mar.

## Localidades na vizinhança
O diagrama seguinte representa as localidades num raio de 24 km ao redor de Booneville. 